# Synaptobrevin
Synaptobrevine (Isotypen 1-2) sind kleine wesentliche Membranproteine von sekretorischen Vesikeln mit einer Molekülmasse von 18 kDa. Sie gehören zur Familie der vesikel-assoziierten Membranproteinen (VAMP).
Synaptobrevin ist eines der SNARE-Proteine, die an der Bildung der SNARE-Komplexe beteiligt sind. Von den vier Alpha-Helices des SNARE-Kernkomplexes wird eine von Synaptobrevin gestellt, eine von Syntaxin und zwei von SNAP-25 (in den Neuronen).
SNARE-Proteine sind die Kernkomponenten des Molekülapparates, der die Membranverschmelzung in der Exozytose vorantreibt. Ihre Funktion wird außerdem von verschiedenen regulatorischen Proteinen, die zusammenfassend als SNARE-masters bezeichnet werden, unterstützt.
Da alle Proteine aus der VAMP/Synaptobrevin-Familie gemeinsame strukturelle Eigenschaften teilen, werden diese als R-SNAREs klassifiziert. Eine alternative Klassifizierung (V- und T-SNAREs) berücksichtigt den Ursprung der synaptobrevin-tragenden Organelle an Stelle ihrer strukturellen Eigenschaften.
Synaptobrevin spielt eine wesentliche Rolle bei der Freisetzung des Neurotransmitters Acetylcholin und der damit verbundenen Erregungsweiterleitung in der motorischen Endplatte von Nervenzellen. Bereits die Anwesenheit eines einzigen Moleküls von Botulinumtoxin (das stärkste bekannte Gift) kann durch dessen katalytische Wirkung das Synaptobrevin aufspalten, solange bis die betroffene Nervenzelle zerstört ist. Die angebundene Muskelfaser kann somit irreversibel nicht mehr angesteuert werden und nur durch Neubildung von Nervenzellen reaktiviert werden.
Synaptobrevin wird außerdem durch Tetanustoxin zerstört. Dieses wird nach Bagatellverletzungen von eingetretenen Tetanusbakterien bzw. entsprechende Sporen, die zu den Bakterien reifen, produziert, von peripheren Nerven aufgenommen und retrograd ins Rückenmark transportiert.
Für seine Forschung über Synaptobrevin wurde Cesare Montecucco der Paul-Ehrlich-und-Ludwig-Darmstaedter-Preis für das Jahr 2011 zugesprochen.